# Yellow (manga)
Yellow è un manga di genere yaoi, scritto e illustrato da Makoto Tateno. La serie fu serializzata dal 2001 al 2004 da Biblos sulla rivista BexBoy. In Italia il manga è stato pubblicato da Ronin Manga. Il giallo del titolo è riferito al colore del semaforo indicante "attenzione, pericolo, affrettarsi". Qui l'avvertimento di rischio è dato dall'attività lavorativa dei due protagonisti.

## Trama
La storia racconta delle avventure e della relazione amorosa tra Taki e Goh, entrambi di 22 anni, i quali lavorano come corrieri di sostanze stupefacenti. Questo manga, rispetto agli altri del genere, non contiene una netta separazione caratteriale tra seme e uke, comunemente presente nello yaoi: le due figure maschili sono qui invece presentate egualmente forti sia fisicamente che psicologicamente, il che comporta un rapporto del tutto paritario. Il biondo Taki viene anzi effettivamente presentato come decisamente eterosessuale, mentre il moro Goh è gay e non fa niente per nasconderlo. Oltre all'aspetto decisamente erotico la storia si concentra soprattutto sulle insistenti avances di Goh e la conseguente riluttanza di Taki. Il tutto mischiato ad avventura, romanticismo e suspense.

## Volumi
| Nº | Data di prima pubblicazione | Data di prima pubblicazione | Data di prima pubblicazione | Data di prima pubblicazione |
| Nº | Giapponese                  | Giapponese                  | Italiano                    | Italiano                    |
| -- | --------------------------- | --------------------------- | --------------------------- | --------------------------- |
| 1  | 5 novembre 2002             | ISBN 4-8352-1389-0          | 29 maggio 2010              | ISBN 978-88-7471-254-0      |
| 2  | 10 luglio 2003              | ISBN 4-8352-1472-2          | 17 luglio 2010              | ISBN 978-88-7471-260-1      |
| 3  | 10 aprile 2004              | ISBN 4-8352-1577-X          | 7 agosto 2010               | ISBN 978-88-7471-283-0      |
| 4  | 9 ottobre 2004              | ISBN 4-8352-1661-X          | 31 agosto 2010              | ISBN 978-88-7471-294-6      |

## Accoglienza
La coppia di protagonisti è stata descritta come una coppia del tipo "vogliono, ma non vogliono". I disegni sono stati criticati per essere un po' grezzi, ma la storia offriva qualcosa in più oltre al rapporto dei personaggi. È stato descritto come "FAKE con qualsiasi altro nome". Julie Rosato trovò che l'inizio della storia "aveva del potenziale" e gradì il character design dei due personaggi principali. Rosato ha apprezzato l'ambito più ambio del terzo volume, ma ha ritenuto che il finale fosse troppo semplice.